# (8619) 1981 EH1
(8619) 1981 EH1 là một tiểu hành tinh vành đai chính. Nó được phát hiện bởi Henri Debehogne và Giovanni de Sanctis ở Đài thiên văn La Silla ở Chile, ngày 6 tháng 3 năm 1981.